# Münchner Schule (bildende Kunst)

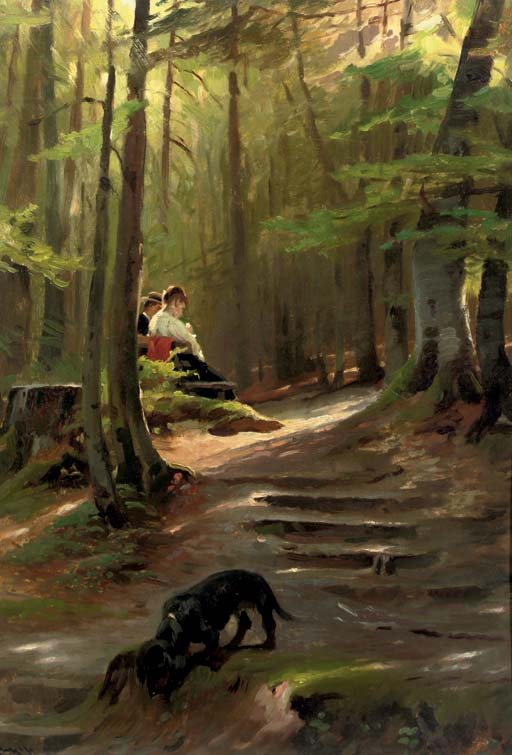
Karl Raupp: Der neugierige Dackel, Sonnenstrahlen im Wald

Als Münchner Schule wird ein Malstil der Münchner Malerei des 19. und dem Anfang des 20. Jahrhunderts bezeichnet. Er entstand im Umfeld der Königlichen Akademie der Bildenden Künste und erlangte bald große Bedeutung in der Akademischen Malerei.

## Geschichte
König Ludwig I., der seit 1825 regierte, förderte die Kunst einerseits durch Museen, andererseits auch durch Förderung der zeitgenössischen Kunst, die München zwischen 1850 und 1914 zu einem der weltweit bedeutenden Zentren der Malerei machte. Dieses ungewöhnlich starke Kulturengagement wird als Kompensation der geringen wirtschaftlichen und militärischen Bedeutung des Landes interpretiert. Weder in Berlin noch in Düsseldorf gab es eine vergleichbare öffentliche Förderung. Gleichzeitig schaffte es die Kunstkritik, deutschlandweit ein Publikum zu gewinnen; teilweise wurde durch die Kunstkritik auch politische Kritik geübt. König Ludwig I. war bemüht, auch außerhalb der Landesgrenzen die Kunst zu fördern, so etwa deutsche Künstler in Rom durch entsprechende Auftragsvergaben.
An der Akademie waren zuvor der Nazarener Peter von Cornelius und Julius Schnorr von Carolsfeld tätig. Mit der Berufung von Karl von Piloty zum neuen Leiter der Akademie im Jahr 1874 wurde einerseits das akademische Niveau angehoben, andererseits aber auch auf die dynastischen Präferenzen abgestimmt. Dieser Zeitpunkt gilt als Beginn der Münchner Schule. Ein Anliegen Ludwigs I. war es, auch die Freskomalerei wieder zu etablieren. Nachdem Peter von Cornelius die Fresken in den Hofgartenarkaden geschaffen hatte, erlangte die Münchner Schule erstmals größere internationale Aufmerksamkeit und Bedeutung. Das Repertoire der Malerei umfasste zunächst vornehmlich die Historienmalerei, später auch Genre- und Landschaftsmalerei sowie Porträts und Tierdarstellungen. 1843 wurde die Neue Pinakothek eröffnet, in der auch Werke der Münchner Schule ausgestellt wurden. Spätestens seit der Weltausstellung 1867 in Paris hatte die Münchner Schule die Führung der deutschen Kunstentwicklung übernommen und die Düsseldorfer Malerschule abgelöst.
Eine beachtliche Anzahl von Künstlerinnen und Künstlern erwirtschaftete ein beträchtliches Vermögen. Ein bedeutender Anteil der Kunstwerke wurde im Ausland abgesetzt, vor allem in den USA. Die Künstlerin Tini Rupprecht (1867–1956) malte nur in schneller Pastelltechnik, lehnte fünfmal so viele Aufträge ab wie sie annahm und erwirtschaftete trotzdem einen siebenstelligen Betrag. Zum Wohlstand einiger Künstler trug das neue Urheberrecht bei. Zahlreiche Werke wurden durch Lithographien und Stiche verbreitet. Mit Beginn des Ersten Weltkriegs brachen die Verkaufszahlen auf dem Kunstmarkt ein, wodurch es zu einem künstlerischen Niedergang der Münchener Schule kam.

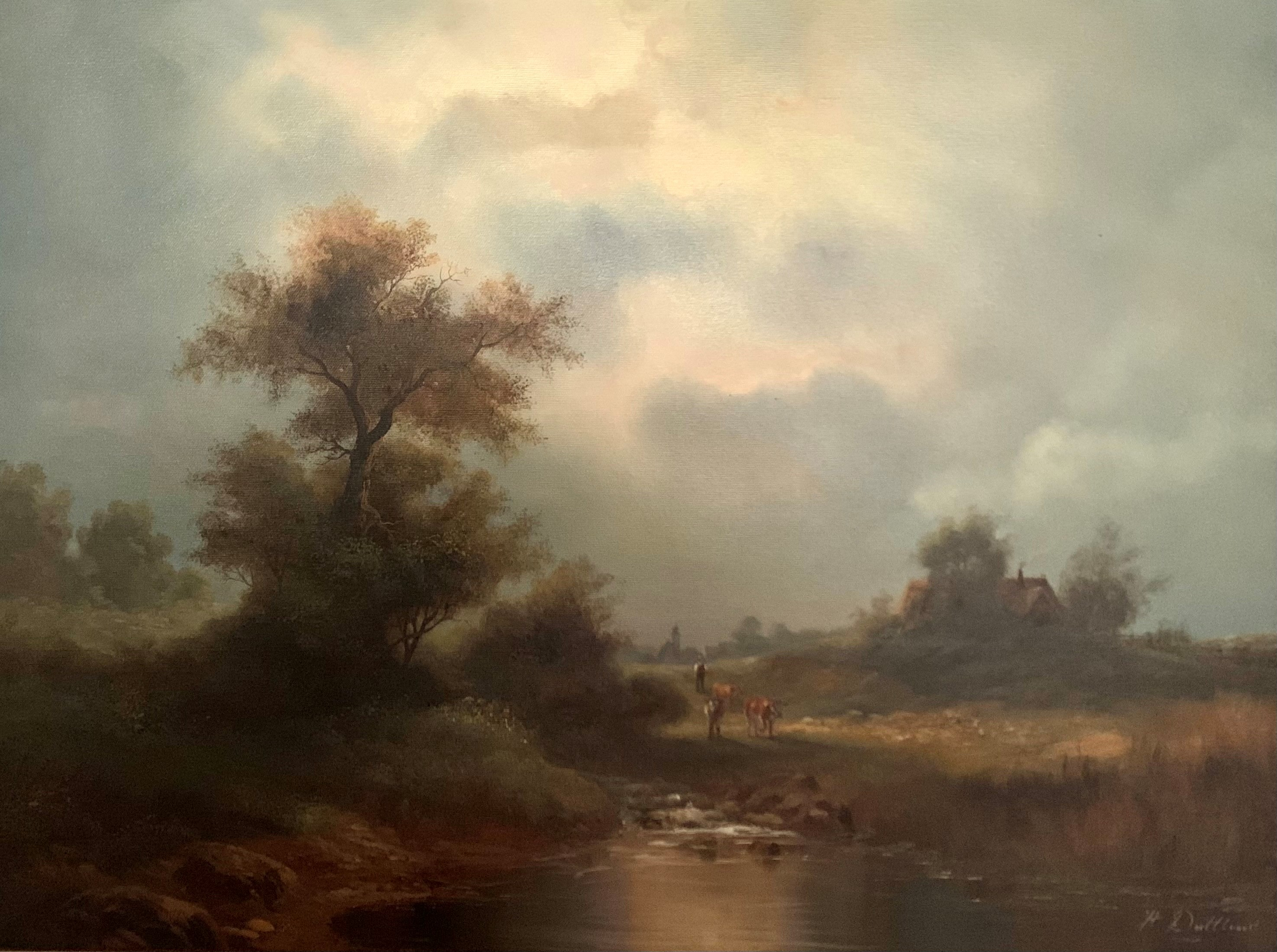
Herbert Duttler: Gewitterstimmung, Münchner Schule

## Bekannte Vertreter
- Johan Christoffer Boklund (1817–1880)
- Anton Braith (1836–1905)
- Józef Brandt (1841–1915)
- Bernhard Buttersack (1858–1925)
- Heinrich Bürkel (1802–1869)
- Robert Beyschlag (1838–1903)
- William Merritt Chase (1849–1916)
- Józef Chełmoński (1849–1914)
- Władysław Czachórski (1850–1911)
- Franz Defregger (1835–1921)
- Wilhelm von Diez (1839–1907)
- Johann Georg von Dillis (1759–1841)
- Herbert Duttler (* 1948)
- Frank Duveneck (1848–1919)
- Anton Doll (1826–1887)
- Rudolf Epp (1834–1910)
- Julian Fałat (1853–1929)
- Alois Gabl (1845–1893)
- Aleksander Gierymski (1850–1901)
- Maksymilian Gierymski (1846–1874)
- Eduard von Grützner (1846–1925)
- Nikolaos Gyzis (1842–1901)
- Franz Seraph Haindl (1865–1931)
- Karl Heinisch (1847–1923)
- Karl Hetz (1828–1899)
- Theodor Horschelt (1829–1871)
- Georgios Jakobides (1853–1932)
- Friedrich August von Kaulbach (1850–1920)
- Hermann von Kaulbach (1846–1909)
- Eduard Kurzbauer (1840–1879)
- Wilhelm Leibl (1844–1900)
- Polychronis Lembesis (1848–1913)
- Franz von Lenbach (1836–1904)
- Wilhelm von Lindenschmit (1829–1895)
- Nikiphoros Lytras (1832–1904)
- Hans Makart (1840–1884)
- Christian Mali (1832–1906)
- Gabriel Max (1840–1915)
- Victor Müller (1830–1871)
- Max Nonnenbruch (1857–1922)
- Ferdinand Piloty (1828–1895)
- Karl von Piloty (1826–1886)
- Otto Porsche (1858–1931)
- Arthur von Ramberg (1819–1875)
- Anton Seitz[6] (1829–1900)
- Johann Gottfried Steffan (1815–1905)
- John Henry Twachtman (1853–1902)
- Konstantinos Volanakis (1837–1907)
- Nikolaos Vokos (1854–1902)
- Theodor Leopold Weller (1802–1880)
- Alfred von Wierusz-Kowalski (1849–1915)
- Joseph Wopfner (1843–1927)
- Fritz Halberg-Krauss (1874–1951)
- Tini Rupprecht[7] (1867–1956)
- Michel Weiß (1867–1951)

## Einordnung, Umfeld und Resonanz
Die Münchner Schule zeichnete sich durch Genauigkeit und Naturalismus bei der Darstellung aus. Typische Genres waren Landschafts-, Historien- und Porträtmalerei. In der Historienmalerei wurde eine Versachlichung gepflegt, die dieses Genre von den Effekten und dem übertriebenen Pathos des 17. Jahrhunderts befreite.
Neben der Akademie entstanden zahlreiche Kunstschulen, darunter die renommierten von Heinrich Knirr und von Anton Ažbe. 1914 gab es fast sechzig Kunstschulen in der Stadt. Ein Grund war auch, dass Frauen in der Akademie nicht zugelassen waren. Im Jahr 1882 wurde der Münchner Künstlerinnenverein gegründet. Ein weiterer Grund war, dass versucht wurde, anders als in den anderen Großstädten, die Zahl der Studierenden an der Akademie gering zu halten. Viele Künstler waren in der Münchner Künstlergenossenschaft organisiert, ein Teil spaltete sich später ab und gründete die Münchener Secession. Die große Bedeutung für die Kunst in Deutschland zeigt sich nicht zuletzt daran, dass nahezu die gesamte folgende Avantgarde an der Akademie studiert hatte, darunter Lovis Corinth, Wassily Kandinsky, Paul Klee, Ernst Oppler und Franz Marc. Diese begleiteten jedoch auch das Ende der akademischen Malerei und der Münchener Schule als stilistische Abgrenzung.

### Die Münchener Schule als europäische Kunstrichtung
Neben Paris war München einer von zwei Studienorten der Kunst internationaler Dimension: Nahezu jede europäische Malerei hat Einflüsse der Münchener Schule zu verzeichnen. Wenngleich es sich insgesamt nur um einige hundert ausländische Studierende handelte, so zählten diese häufig zu den wichtigsten Künstlern ihrer Heimatländer.
Johan Christoffer Boklund der in München studiert hatte, etablierte deren Prinzipien an der Königlich Schwedischen Kunstakademie. Auch Polen und Litauer entschieden sich in nennenswerter Anzahl für ein Studium in München. Ein von impressionistischen Freiheiten bereicherter Realismus machte für die litauische Malerei München zum Vorbild. Die Neue Bulgarische Malerei geht ebenfalls auf Münchener Vorbilder zurück. Amerikanische Vertreter der Münchener Schule waren u. a. Frank Duveneck und William Merritt Chase sowie John Henry Twachtman und Walter Shirlaw.
Besonders nachhaltig war die Wechselwirkung der Münchner Schule in Bezug zu Griechenland: Nikiforos Lytras und Nikolaos Gysis studierten Mitte des 19. Jahrhunderts an der Akademie, bereits zuvor hatten beispielsweise Carl Rottmann, Peter von Hess, Karl Krazeisen und Ludwig Thiersch längere Aufenthalte oder Lehrtätigkeiten im Königreich Griechenland, als dieses noch von dem Wittelsbacher Otto regiert wurde. Zumeist von den Kykladen und mit Stipendien lokaler Kaufleute ausgestattet, zog eine Generation griechischer Studenten nach München. Einige lehrten später an der Akademie als Professoren, andere wandten sich von der akademischen Malerei ab und waren an der Mitgründung der Münchener Secession beteiligt. Die Münchner Schule (Scholi tou Monachou) bezeichnet heute in Griechenland allgemein die akademische Malerei im 19. und beginnenden 20. Jahrhundert, gleichermaßen aus Deutschland als auch aus Griechenland.

### Rezeption

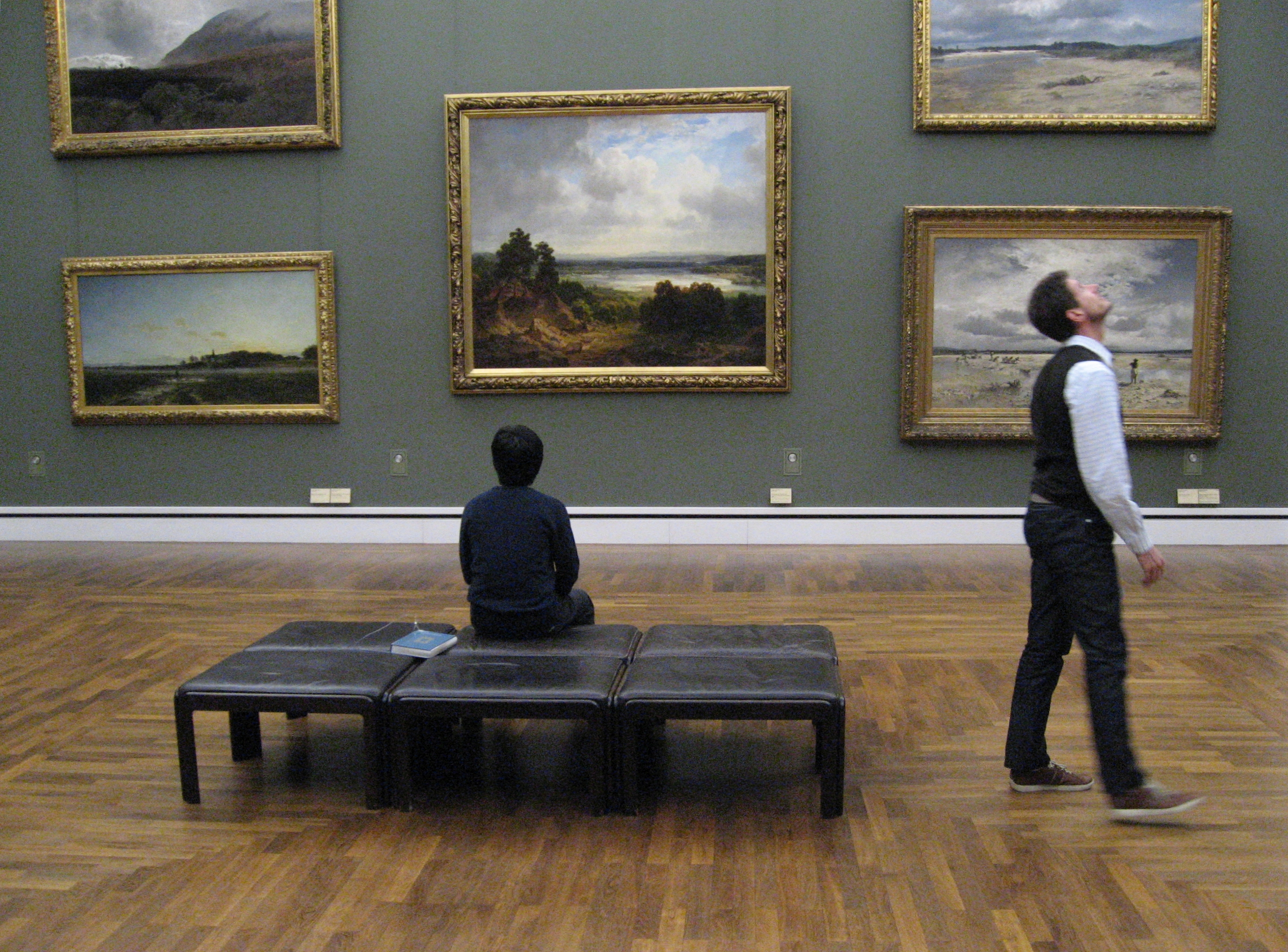
Neue Pinakothek in München

Die Münchener Schule wurde lange Zeit dem Historismus vollkommen gleichgesetzt und ihre Bedeutung für die europäische Malerei und die deutsche Avantgarde wurde aus vielfältigen Gründen vergessen, teilweise wurde das Werk einzelner Protagonisten aus dem Zusammenhang gerissen. 1979 wurde die Ausstellung Die Münchner Schule: 1850–1914 der Bayerischen Staatsgemäldesammlungen gezeigt, 2008 die Ausstellung Vor den Alpen: Malerei der Münchner Schule. Werke der Münchener Schule befinden sich in zahlreichen Kunstsammlungen. Die Anzahl der Werke auf dem Kunstmarkt ist heute jedoch eher gering, so dass selbst kleinere Arbeiten unbekannter Künstler aus dem Umfeld hohe vierstellige Beträge auf Auktionen erzielen.